# Иванкин, Вадим Викторович
Вади́м Ви́кторович Ива́нкин (род. 12 марта 1961, Рубцовск) — советский и российский художник — живописец, акварелист; член Союза художников СССР / России (с 1989 г.), Заслуженный художник Российской Федерации (2007), педагог, профессор (2008), академик РАХ (2019; член-корреспондент с 2012). С 1988 года проживает в Новосибирске.

## Биография
В 1983 году окончил художественно-графический факультет Новосибирского педагогического института (преподаватель Г. М. Недовизий). Работал учителем в средних школах (с. Дорогино-Заимка, Черепановский район (1983—1987); с. Вагайцево, Ордынский район (1987—1988)), в 1988—1990 годах преподавал в Новосибирском профессионально-техническом училище № 50.
В 1990—1991 годах — стипендиат Союза художников СССР. В 1992—1995 годах работал администратором Сибирского торгового банка, совместно с М. С. Омбыш-Кузнецовым формировал частную коллекцию произведений изобразительного искусства. С 1996 года преподаёт академическую живопись на кафедре монументально-декоративного искусства Новосибирской государственной архитектурно-художественной академии.
С 1989 года — член Союза художников СССР (с 1991 г. — России). С 2003 — заместитель председателя, ответственный секретарь правления, с 2006 г. — председатель Новосибирского регионального отделения Союза художников России; с 2009 г. — секретарь Союза художников России в Сибирском федеральном округе. Был делегатом IX и X съездов Союза художников России (2004, 2009, Суздаль).

## Творчество
Работал в творческих группах Союза художников СССР и России в домах творчества «Байкал» (1986), «Сенеж» (1990, 1991); был участником республиканского акварельного пленэра (2002; Курган, Шадринск, Катайск), международного пленэра (2012, Улан-Батор, Монголия), творческой поездки сибирских художников (2012, Харбин, Китай), работал в международной творческой группе (2012, Пекин, Китай). В 2000—2003 гг. был куратором художественных проектов частной художественной галереи «Антураж».
Участвовал в выставках:
международные
- международное бьеннале графики «Белые-интер-ночи-2004» (Санкт-Петербург)
- Международная художественная выставка «Победа!» (2005, Москва)
- Международная художественная выставка «Человек и город» (2011, Иркутск)
- «Добрососедство» (2012, Пекин, КНР)

всесоюзные
- VII Всесоюзная выставка акварели (1984, Баку)
- I Всесоюзная выставка станковой графики (1987, Москва)
- Всесоюзная выставка произведений молодых художников «Молодость страны», посвящённая XX съезду ВЛКСМ (1987, Москва)
- IX Всесоюзная выставка акварели (1991, Москва)

республиканские (всероссийские)
- произведений молодых художников «Молодость России» (1987, 1989; Москва)
- Всероссийская художественная выставка «Художник и время» (1987, Москва)
- II Республиканская выставка станковой графики (1990, Москва)
- Республиканская выставка уникальной графики (1992, Владимир)
- Всероссийская выставка акварели (1-я — 2002, 2-я — 2006, 3-я — 2010; Курган)
- II Всероссийская художественная выставка «Возрождение», посвящённая 300-летию святителя Иоасафа, епископа Белгородского (2005, Белгород)
- Республиканская художественная выставка «Россия-XI» (2009, Москва)

региональные и другие
- отчётная выставка стипендиатов Союза художников СССР (1991, Москва)
- Региональная выставка-конференция «Человек в пространстве времени» (1996, Омск)
- выставка современного христианского искусства (2-я — «Вера без дел мертва», 2002; 3-я — «Во свете твоем узрим света», 2004; Красноярск)
- IX региональная художественная выставка «Сибирь» (9-я — 2003, Иркутск, Томск; 10-я — 2008, Новосибирск)
- 4-я Всесибирская выставка-конкурс современного искусства Сибири «Пост № 1» (2005, Омск)
- художественная выставка «Сибирский миф. Голоса территорий» (2008, ГРМ, Санкт-Петербург)
- I Новосибирская межрегиональная художественная выставка «Красный проспект» (2011, Новосибирск)
- I Всесибирская выставка автопортрета «Прямая речь» (2011, Кемерово)
- межрегиональная художественная выставка «Проспект Мира — Красный проспект» (2012, Красноярск)

персональные выставки
- Новосибирск, 2011[5][6]
- Барнаул, 2012[7].

Произведения находятся:
- в Государственном музейно-выставочном центре «Росизо» (Москва)

в музеях:
- Государственный художественный музей Алтайского края
- Новосибирский государственный художественный музей
- Красноярский художественный музей им. В. И. Сурикова
- Новокузнецкий музей изобразительного искусства
- Новосибирский государственный краеведческий музей
- областные художественные музеи (Кемерово, Курган, Тюмень)
- Искитимский историко-художественный музей,
- Краснозёрский историко-художественный музей
- музей современного христианского искусства (Лесосибирск),

а также в Курганском Доме работников искусств, в галерее современного искусства «Арт-Этаж» (Владивосток), в частных коллекциях в Германии, Греции, Ирландии, Китае, России, США, Франции, Японии.

## Награды и признание
- Заслуженный художник Российской Федерации[8]
- премия Губернатора Новосибирской области в сфере культуры и искусства (2005, 2008)
- Золотая медаль Союза художников России (2008) — за успешную организацию и проведение Десятой региональной художественной выставки «Сибирь»
- Почётный работник Новосибирской государственной архитектурно-художественной академии (2011)
- Благодарность Российской академии художеств (2012)
- медаль «За вклад в развитие Новосибирской области» (2012).

Творческие награды
- Диплом второй Всероссийской выставки учебных и творческих работ учащихся и студентов педагогических учебных заведений РСФСР «Школа — Учитель — Искусство» (1983),
- третья премия второй выставки современного христианского искусства «Вера без дел мертва» (2002),
- Диплом первой Всероссийской выставки акварели (2002),
- Диплом Российской академии художеств (2003),
- Диплом (номинация «Мастер») и премия (номинация «Победитель») четвертой Всесибирской выставки — конкурса современного искусства Сибири «Пост № 1» (2005),
- медаль Лауреата и Диплом Десятой региональной художественной выставки «Сибирь» (2008),
- Диплом отделения «Урал, Сибирь, Дальний Восток» Российской академии художеств (2010),
- Диплом Российской академии художеств (2011),
- Диплом II степени Первой межрегиональной художественной выставки «Красный проспект» (2011, Новосибирск),
- премия «Выдающееся произведение» Международной выставки «Добрососедство» (2012, Пекин, КНР).